# Grande Prêmio do Pacífico de 1995
Resultados do Grande Prêmio do Pacífico de Fórmula 1 realizado em Okayama em 22 de outubro de 1995. Décima quinta e antepenúltima etapa da temporada, nela o alemão Michael Schumacher venceu com sua Benetton-Renault e garantiu o título de bicampeão mundial subindo ao pódio junto a David Coulthard e Damon Hill, pilotos da Williams-Renault.

## Resumo
Últimas corridas de Aguri Suzuki e Jean-Christophe Boullion.
Estreia de Jan Magnussen, que substituía Mika Häkkinen, afastado com uma apendicite.
Último pódio de David Coulthard pela Williams.
Última corrida em Aida

## Classificação da prova

### Treinos oficiais
| Pos.   | Nº | Piloto                   | Construtor         | Tempo Q1 | Tempo Q2 | Diferença |
| ------ | -- | ------------------------ | ------------------ | -------- | -------- | --------- |
| 1      | 6  | David Coulthard          | Williams-Renault   | 1:14.182 | 1:14.013 | —         |
| 2      | 5  | Damon Hill               | Williams-Renault   | 1:14.289 | 1:14.213 | + 0.200   |
| 3      | 1  | Michael Schumacher       | Benetton-Renault   | 1:14.524 | 1:14.284 | + 0.271   |
| 4      | 27 | Jean Alesi               | Ferrari            | 1:14.919 | 1:15.131 | + 0.906   |
| 5      | 28 | Gerhard Berger           | Ferrari            | 1:14.974 | 1:15.125 | + 0.961   |
| 6      | 15 | Eddie Irvine             | Jordan-Peugeot     | 1:15.696 | 1:15.354 | + 1.341   |
| 7      | 2  | Johnny Herbert           | Benetton-Renault   | 1:15.561 | 1:15.556 | + 1.543   |
| 8      | 30 | Heinz-Harald Frentzen    | Motor-Ford         | 1:15.942 | 1:15.561 | + 1.548   |
| 9      | 26 | Olivier Panis            | Ligier-Mugen/Honda | 1:17.071 | 1:15.621 | + 1.608   |
| 10     | 7  | Mark Blundell            | McLaren-Mercedes   | 1:15.652 | 1:16.166 | + 1.639   |
| 11     | 14 | Rubens Barrichello       | Jordan-Peugeot     | 1:16.263 | 1:15.774 | + 1.761   |
| 12     | 8  | Jan Magnussen            | McLaren-Mercedes   | 1:16.339 | 1:16.368 | + 2.326   |
| 13     | 25 | Aguri Suzuki             | Ligier-Mugen/Honda | 1:17.019 | 1:16.519 | + 2.506   |
| 14     | 23 | Pedro Lamy               | Minardi-Ford       | 1:17.224 | 1:16.596 | + 2.583   |
| 15     | 29 | Jean-Christophe Boullion | Motor-Ford         | 1:16.646 | 1:23.791 | + 2.633   |
| 16     | 24 | Luca Badoer              | Minardi-Ford       | 1:17.612 | 1:16.887 | + 2.874   |
| 17     | 3  | Ukyo Katayama            | Tyrrell-Yamaha     | 1:17.265 | 1:17.014 | + 3.001   |
| 18     | 4  | Mika Salo                | Tyrrell-Yamaha     | 1:17.213 | 1:17.235 | + 3.200   |
| 19     | 9  | Gianni Morbidelli        | Footwork-Hart      | 1:18.288 | 1:18.114 | + 4.101   |
| 20     | 10 | Taki Inoue               | Footwork-Hart      | 1:19.471 | 1:18.212 | + 4.199   |
| 21     | 21 | Pedro Paulo Diniz        | Forti-Ford         | 1:20.555 | 1:19.579 | + 5.566   |
| 22     | 22 | Roberto Moreno           | Forti-Ford         | 1:19.745 | 1:19.779 | + 5.732   |
| 23     | 17 | Andrea Montermini        | Pacific-Ford       | 1:22.096 | 1:20.093 | + 6.080   |
| 24     | 16 | Bertrand Gachot          | Pacific-Ford       | 1:22.710 | 1:21.405 | + 7.392   |
| Fonte: |    |                          |                    |          |          |           |

### Corrida
| Pos.   | Nº | Piloto                   | Construtor         | Voltas | Tempo/Diferença | Grid | Pontos |
| ------ | -- | ------------------------ | ------------------ | ------ | --------------- | ---- | ------ |
| 1      | 1  | Michael Schumacher       | Benetton-Renault   | 83     | 1:48:49.972     | 3    | 10     |
| 2      | 6  | David Coulthard          | Williams-Renault   | 83     | + 14.920        | 1    | 6      |
| 3      | 5  | Damon Hill               | Williams-Renault   | 83     | + 48.333        | 2    | 4      |
| 4      | 28 | Gerhard Berger           | Ferrari            | 82     | + 1 volta       | 5    | 3      |
| 5      | 27 | Jean Alesi               | Ferrari            | 82     | + 1 volta       | 4    | 2      |
| 6      | 2  | Johnny Herbert           | Benetton-Renault   | 82     | + 1 volta       | 7    | 1      |
| 7      | 30 | Heinz-Harald Frentzen    | Motor-Ford         | 82     | + 1 volta       | 8    |        |
| 8      | 26 | Olivier Panis            | Ligier-Mugen/Honda | 81     | + 2 voltas      | 9    |        |
| 9      | 7  | Mark Blundell            | McLaren-Mercedes   | 81     | + 2 voltas      | 10   |        |
| 10     | 8  | Jan Magnussen            | McLaren-Mercedes   | 81     | + 2 voltas      | 12   |        |
| 11     | 15 | Eddie Irvine             | Jordan-Peugeot     | 81     | + 2 voltas      | 6    |        |
| 12     | 4  | Mika Salo                | Tyrrell-Yamaha     | 80     | + 3 voltas      | 18   |        |
| 13     | 23 | Pedro Lamy               | Minardi-Ford       | 80     | + 3 voltas      | 14   |        |
| 14     | 3  | Ukyo Katayama            | Tyrrell-Yamaha     | 80     | + 3 voltas      | 17   |        |
| 15     | 24 | Luca Badoer              | Minardi-Ford       | 80     | + 3 voltas      | 16   |        |
| 16     | 22 | Roberto Moreno           | Forti-Ford         | 78     | + 5 voltas      | 22   |        |
| 17     | 21 | Pedro Paulo Diniz        | Forti-Ford         | 77     | + 6 voltas      | 21   |        |
| Ret    | 14 | Rubens Barrichello       | Jordan-Peugeot     | 67     | Pane elétrica   | 11   |        |
| Ret    | 9  | Gianni Morbidelli        | Footwork-Hart      | 63     | Motor           | 19   |        |
| Ret    | 10 | Taki Inoue               | Footwork-Hart      | 38     | Pane elétrica   | 20   |        |
| Ret    | 17 | Andrea Montermini        | Pacific-Ford       | 14     | Câmbio          | 23   |        |
| Ret    | 25 | Aguri Suzuki             | Ligier-Mugen/Honda | 10     | Spun off        | 13   |        |
| Ret    | 29 | Jean-Christophe Boullion | Motor-Ford         | 7      | Spun off        | 15   |        |
| Ret    | 16 | Bertrand Gachot          | Pacific-Ford       | 2      | Câmbio          | 24   |        |
| Fonte: |    |                          |                    |        |                 |      |        |

## Tabela do campeonato após a corrida
| Pos.   | Piloto             | Pontos |
| ------ | ------------------ | ------ |
| 1      | Michael Schumacher | 92     |
| 2      | Damon Hill         | 59     |
| 3      | David Coulthard    | 49     |
| 4      | Jean Alesi         | 42     |
| 5      | Johnny Herbert     | 41     |
| Fonte: |                    |        |

| Pos.   | Construtor       | Pontos |
| ------ | ---------------- | ------ |
| 1      | Benetton-Renault | 123    |
| 2      | Williams-Renault | 102    |
| 3      | Ferrari          | 73     |
| 4      | McLaren-Mercedes | 21     |
| 5      | Jordan-Peugeot   | 18     |
| Fonte: |                  |        |

- Nota: Somente as primeiras cinco posições estão listadas e o campeão mundial de pilotos surge grafado em negrito.